# Izquierda Unida-Los Verdes-Convocatoria por Andalucía
Izquierda Unida Los Verdes-Convocatoria por Andalucía (IULV-CA) és la federació del partit polític Izquierda Unida a la comunitat autònoma d'Andalusia, format pel Partit Comunista d'Andalusia (PCA) i el Col·lectiu d'Unitat dels Treballadors - Bloc Andalús d'Esquerres (CUT-BAI). El seu coordinador general és Diego Valderas Sosa. A les eleccions autonòmiques de 2012 va obtenir 12 diputats al Parlament d'Andalusia.
El màxim òrgan de decisió d'IULV-CA és l'Assemblea Andalusa, que està integrada per una comissió executiva i els delegats de les assemblees de base. L'assemblea defineix la política d'IULV-CA i tria a una part d'altres òrgans de la federació com són el Consell Andalús, la Comissió d'Arbitratge i Garanties Democràtiques i la Comissió de Control Financer, així com al candidat a la presidència de la Junta d'Andalusia.

## Resultats electorals

### Eleccions autonòmiques
| Any  | Líder             | Vots               | %                  | Escons   | ±   | Pos. | Govern   |
| ---- | ----------------- | ------------------ | ------------------ | -------- | --- | ---- | -------- |
| 1986 | Julio Anguita     | 598.889            | 17,91%             | 19 / 109 | Nou | 3r   | Oposició |
| 1990 | Felipe Alcaraz    | 349.640            | 12,73%             | 8 / 109  | 11  | 3r   | Oposició |
| 1994 | Luis Carlos Rejón | 689.815            | 19,14%             | 20 / 109 | 12  | 3r   | Oposició |
| 1996 | Luis Carlos Rejón | 603.495            | 14,06%             | 13 / 109 | 7   | 3r   | Oposició |
| 2000 | Antonio Romero    | 327.435            | 8,21%              | 6 / 109  | 7   | 3r   | Oposició |
| 2004 | Diego Valderas    | 337.030            | 7,61%              | 6 / 109  | =   | 3r   | Oposició |
| 2008 | Diego Valderas    | 317.562            | 7,06%              | 6 / 109  | =   | 3r   | Oposició |
| 2012 | Diego Valderas    | 438.372            | 11,34%             | 12 / 109 | 6   | 3r   | Coalició |
| 2015 | Antonio Maíllo    | 274.518            | 6,86%              | 5 / 109  | 7   | 5è   | Oposició |
| 2018 | Antonio Maíllo    | Dins Adelante      | Dins Adelante      | 6 / 109  | 1   | 4t   | Oposició |
| 2022 | Inmaculada Nieto  | Dins Per Andalusia | Dins Per Andalusia | 1 / 109  | 5   | 4t   | Oposició |

### Eleccions generals
| Congrés dels Diputats |                    |                    |        |     |      |
| Any                   | Vots               | %                  | Escons | ±   | Pos. |
| 1986                  | 273,008            | 8.1%               | 3 / 60 | Nou | 3r   |
| 1989                  | 408,733            | 11.97%             | 5 / 61 | 2   | 3r   |
| 1993                  | 484,753            | 12.08%             | 4 / 61 | 1   | 3r   |
| 1996                  | 582,970            | 13.48%             | 6 / 62 | 2   | 3r   |
| 2000                  | 315,891            | 7.82%              | 3 / 62 | 3   | 3r   |
| 2004                  | 287,374            | 6.39%              | 0 / 61 | 3   | 3r   |
| 2008                  | 230,335            | 5.11%              | 0 / 61 | =   | 3r   |
| 2011                  | 360,212            | 8.27%              | 2 / 60 | 2   | 3r   |
| 2015                  | 257,019            | 5.77%              | 0 / 61 | 2   | 5è   |
| 2016                  | Dins d'Units Podem | Dins d'Units Podem | 2 / 61 | 2   | 3r   |
| 2019 (I)              | Dins d'Units Podem | Dins d'Units Podem | 2 / 61 | =   | 4t   |
| 2019 (II)             | Dins d'Units Podem | Dins d'Units Podem | 2 / 61 | =   | 4t   |
| 2023                  | Dins de Sumar      | Dins de Sumar      | 3 / 61 | 1   | 4t   |